# Kyle Wiltjer
Pour les articles homonymes, voir Kyle.
Kyle Gregory Wiltjer, né le 20 octobre 1992 à Portland, Oregon, est un joueur américano-canadien de basket-ball. Il mesure 2,06 m et évolue au poste d'ailier fort.

## Biographie

### Carrière universitaire
Il passe ses deux premières années universitaires à l'université du Kentucky où il joue pour les Widcats.
Puis, en 2013, il part à l'université de Gonzaga où il joue pour les Bulldogs entre 2014 et 2016.

### Carrière professionnelle
Le 23 juin 2016, lors de la draft 2016 de la NBA, automatiquement éligible, il n'est pas sélectionné. Le lendemain, il signe avec les Rockets de Houston un contrat de trois ans avec des options d'équipe. Il participe à la NBA Summer League 2016 de Las Vegas avec les Rockets. En cinq matches, il a des moyennes de 8,8 points, 4,4 rebonds et 0,4 passe décisive en 19,3 minutes par match.

## Statistiques

### Universitaires
Les statistiques en matchs universitaires de Kyle Wiltjer sont les suivantes :
| Saison    | Équipe   | Matchs | Titul. | Min./m | % Tir | % 3pts | % LF | Rbds/m. | Pass/m. | Int/m. | Ctr/m. | Pts/m. |
| --------- | -------- | ------ | ------ | ------ | ----- | ------ | ---- | ------- | ------- | ------ | ------ | ------ |
| 2011-2012 | Kentucky | 40     | 0      | 11,4   | 43,8  | 43,2   | 81,5 | 1,75    | 0,40    | 0,12   | 0,42   | 4,97   |
| 2012-2013 | Kentucky | 33     | 10     | 23,8   | 42,1  | 36,7   | 81,0 | 4,15    | 1,52    | 0,36   | 0,42   | 10,18  |
| 2014-2015 | Gonzaga  | 38     | 37     | 27,6   | 54,0  | 46,6   | 78,9 | 6,18    | 1,87    | 0,47   | 0,66   | 16,79  |
| 2015-2016 | Gonzaga  | 36     | 36     | 33,6   | 49,1  | 43,7   | 85,7 | 6,33    | 1,47    | 0,36   | 0,81   | 20,44  |
| Total     |          | 147    | 83     | 23,8   | 48,7  | 42,5   | 82,4 | 4,56    | 1,29    | 0,33   | 0,58   | 12,99  |

## Palmarès
- Consensus second-team All-American (2015)
- AP Honorable Mention All-American (2016)
- 2× First-team All-WCC (2015, 2016)
- WCC Newcomer of the Year (2015)
- SEC Sixth Man of the Year (2013)
- NCAA champion (2012)
- McDonald's All-American (2011)

## Vie privée
Kyle est le fils de Greg, un ancien basketteur canadien qui a joué pour Barcelone et Aris Thessaloniki, il a aidé Aris à remporter quatre titres, et de Carol Wiltjer. Sa sœur est Jordan Adams (en), une ancienne joueuse WNBA des Lynx du Minnesota.